# Стюарт (окръг, Джорджия)
Вижте пояснителната страница за други значения на Стюарт.
Окръг Стюарт (на английски: Stewart County) е окръг в щата Джорджия, Съединени американски щати. Площта му е 1199 km², а населението - 5252 души (2000). Административен център е град Лъмпкин.